# Cerkev svete Barbare, Kutná Hora
Cerkev svete Barbare (češko Chrám Svaté Barbory) je rimskokatoliška cerkev v Kutni Gori (Češka), zgrajena v slogu stolnice in jo včasih tudi imenujejo stolnica svete Barbare (češko Katedrál sv. panny Barbory).  To je ena najbolj znanih gotskih cerkev v srednji Evropi in je pod zaščito UNESCA. Sveta Barbara je zavetnica rudarjev (med drugim), kar je zelo primerno za mesto, katerega premoženje je v celoti temeljilo na srebrnih rudnikih.
Gradnja se je začela leta 1388. Ker je bilo delo večkrat prekinjeno, je bila končana šele leta 1905. Prvi arhitekt je bil verjetno Jan Parler, sin Petra Parlerja. Delo je bilo med husitskimi vojnami prekinjeno za več kot 60 let. Ko se je leta 1481 nadaljevalo, so ga vodili Matěj Rejsek, Benedikt Rejt in Mikuláš Parler.
Prvotna zasnova je predvidela veliko večjo cerkev, morda dvakrat večjo od sedanje. Gradnja je bila odvisna od blaginje mestnih rudnikov srebra, ki so postajali precej manj donosni. Do leta 1588 sta bila končana streha s tremi vrhovi in začasni zid. Malo pozneje so jo zasedli jezuiti, ki so jo postopoma spremenili v baročnem slogu, čeprav deli ostajajo v gotskem slogu.
Končna popravila in samo dokončanje sta ob koncu 19. stoletja vodila arhitekta J. Mocker in L. Labler.
Prvotno je bilo osem radialnih kapel s trapezoidnimi notranjostmi. Nato je bil zgrajen kor z dvojno obokanimi zunanjimi oporniki.
V notranjosti so steklena okna, oltarji, prižnice in korne klopi. Srednjeveške freske prikazujejo laično življenje srednjeveškega rudarskega mesta in religiozne teme.

## Opis
Graditelj stolnice svetega Vida Peter Parler je začel prva dela verjetno pod vodstvom sina Jana Parlerja, ki je zgradil najstarejši del stavbe, kor z vencem kapelic, po zgledu francoskih stolnic. Prvotno zgrajena triladijska cerkev je bila kmalu razširjena s širokima zunanjima ladjama, vendar je bilo delo zaradi husitskih vojn prvič prekinjeno za 60 let. Ko je srednja ladja dosegla skoraj polovico sedanje višine, ni bila obokana. Pred gradnjo leta 1547 so jo obokali, saj ni bila zavarovana pred dežjem. Delo so ponovno začeli leta 1482 lokalni gradbeniki in so gradnjo nadaljevali, kot jo je načrtoval Jan Parler. Zgrajena je bila iz peščenjaka iz bližnjih kamnolomov.
Od 1489 do svoje smrti leta 1506 je cerkev skušal dokončati Matej Rejsek. Zgradil je kor, triforij, cone bazilikalnih oken, bogato oblikovan rebrast obok (dokončan leta 1499) in ustrezen del zunanjega sistema podpor. Njegovi gradbeni posegi kažejo značilno uporabo številne, zelo bogate poznogotske dekoracije. Po njegovem predlogu so se dela nadaljevala do leta 1509.
Da bi lahko uporabljali cerkev, je bilo treba najprej končati bazilikalno ladjo z nadvišanjem. Zamisel arhitekta Benedikta Rejta leta 1512 pa je pomenila korenito spremembo. Rejt je razen v zgornjem delu glavne ladje zgradil še dve enako visoki bočni ladji, ki sta nad območjem arkad odprti v glavno ladjo kot empora na 1,15 metra nižje od ravni triforija, kar skupaj z njim in celotnim zgornjim delom deluje kot samostojna enota. Nastala je nova, poznogotska dvoranska cerkev z obokanim rebrastim obokom in močno osvetljena z veliko okni. Iluzija "cerkve nad cerkvijo" so poudarile precej nenavadne lokacije oltarjev v drugem nadstropju cerkve.
V skladu z Rejtovim projektom so se dela nadaljevala tudi po njegovi smrti leta 1534, vendar je s postopnim upadom srebrnega rudnika znova zmanjkalo finančnih sredstev. Delo je bilo dokončno ustavljeno leta 1558 brez dograditve zadnjega dela ladje, verjetno obsega nadaljnjih 4–6 obočnih pol. Zadnje spremembe so bile končane leta 1905.

## Arhitekturni opis

### Zunanjost
To je petladijska cerkev, prvotno zasnovana kot triladijska, ki sta ji bili že na začetku gradnje dodani dve zunanji ladji. Strukturno je skelet. Stebri zunanjih ladij izhajajo iz oboda. V primerjavi s prvotnimi načrti so stranske ladje povišali na višino glavne ladje, zgoraj ustvarili arkade in nato kot celoto zajeto s trojno šotorasto streho. S povečanjem so spremenili cerkev v dvoransko baziliko. Na vzhodu je cerkev zaključil podolgovat prezbiterij s poligonalno apsido, ki ima v spodnji polovici ambulatorij z žarkastimi kapelami. Kapele imajo čopasto streho in sestavljajo enoten blok. Ladje in kor so ločeni z velikimi stebri, ki so simetrično razporejeni na isti višini, iz katerih umetelno izhajajo rebra, ki se zaključijo v cvet. Sklepnik je v podobi figuralne grimase. V zadnji obočni poli je transept, enako visok in širok kot hodnik s kapelami, poravnan z zunanjimi ladjami. Vhodna fasada je petdelna, psevdogotska. Na vrhu so tri visoka okna, dopolnjena s koničastim lokom in okraski. Njihovo simetrijo moti postavitev oken na dnu.

### Notranjost
Ladjo, transept in kor v prvem obdobju zamejujejo arkade iz profiliranih lokov na gladkih poligonskih stebrih s kapiteli, iz katerih se izvijajo rebra brez podpor. Nad polico arkadne orbite je ozek pas odprte stene, ki se konča na vrhu z ograjo, za katero je pot. Njena stena je odprta z velikimi okni s krogovičjem. Transept in pevski kor sta povezana prek dveh vretenastih stopnišč. Tudi pevski kor je obokan. Ladja je obokana s poznogotskim rebrastim obokom prek sedmih polj (6 in 1 prvotnega videza), katerega avtor je bil verjetno Benedikt Rejt. Notranja stran ladje je prav tako rebrasto obokana, enakega vzorca. Čeprav vzorec reber oboka vizualno spominja na obok Vladislavove dvorane na praškem gradu, je konstrukcija drugačna. Ker je obok v Barbarini cerkvi narejen na subtilnih stebrih in zunanji podporni sistem podpira le oboke stranskih ladij, je morala biti glavna ladja obokana lahkotneje kot v Vladislavovi dvorani, ki ima debele stene in kjer je bilo mogoče podpreti loke z oporniki. Kutnogorski obok je v svoji obliki bogatejši in razvija osnovni motiv vzorca oboka iz Prage. Baročna arhitektura je zelo pomembna, saj je ta rebrasti obok očitno videl Jan Santini Aichel pred začetkom obnovitvenih del baročne cistercijanske samostanske cerkve v bližnjem Sedlcu.

## Dekoracija
V prezbiteriju je poznogotski tabernakelj (grško pastoforium) iz delavnice Matiasa Rejska iz leta okoli 1510. Korne klopi krasijo rezbarije mojstra Jakuba Nymburskega iz let 1480–1490.
Izjemen in edinstven primer srednjeveške umetnosti so ohranjene poznogotske freske na temo rudarstva v nekaterih kapelah. V Hašplířski kapeli je na primer na slikah prikazano delo z vitlom. V Kapeli kovancev je na stenah upodobljena srednjeveška tehnika kovanja kovancev. Najbolj enkratne slikarske dekoracije pa so v Smíškovski kapeli (1485–1492), ki tipološko prikazujejo prizore Kraljica iz Sabe gre h kralju Salomonu, Trajanovo sodišče, Tiburske Sibile in Križanje. Na dnu kapele dopolnjujejo te prizore izjemne slike "litterati", priprava liturgičnih instrumentov za bogoslužje. Slikar ni bil samo zelo sposoben ustvarjalec, ampak je bil tudi dobro seznanjen s sodobnim italijanskim slikarstvom. Arhitekturno najlepši deli so v kamnu in rezbarije v najvišjem delu stavbe, predvsem na podporah. Poleg omenjenih fial s cvetovi so še številne upodobitve živalskih in rastlinskih vrst, satirične figure, demoni in mitska bitja.

## Galerija
- Cerkev sv. Barbare, glavna fasada
- Pogled na cerkev s strani
- Steklena okna v cerkvi
- Pogled na cerkev, 1856, fotografija Andreasa Grolla